# Lintot-les-Bois
Lintot-les-Bois é uma comuna francesa na região administrativa da Normandia, no departamento de Sena Marítimo. Estende-se por uma área de 2,79 km². Em 2010 a comuna tinha 191 habitantes (densidade: 68,5 hab./km²).